# Satanoperca
Satanoperca – rodzaj słodkowodnych ryb okoniokształtnych z rodziny pielęgnicowatych (Cichlidae).

## Występowanie
Ameryka Południowa

## Klasyfikacja
Gatunki zaliczane do tego rodzaju:
- Satanoperca acuticeps (Heckel, 1840)
- Satanoperca curupira Ota, Kullander, Deprá, da Graça & Pavanelli, 2018
- Satanoperca daemon (Heckel, 1840)
- Satanoperca jurupari (Heckel, 1840)
- Satanoperca leucosticta (Müller & Troschel, 1849) – ziemiojad pstry[potrzebny przypis]
- Satanoperca lilith Kullander & Ferreira, 1988
- Satanoperca mapiritensis (Fernández-Yépez, 1950)
- Satanoperca pappaterra (Heckel, 1840)
- Satanoperca rhynchitis Kullander, 2012
- Satanoperca setepele Ota, Deprá, Kullander, Graça & Pavanelli, 2022

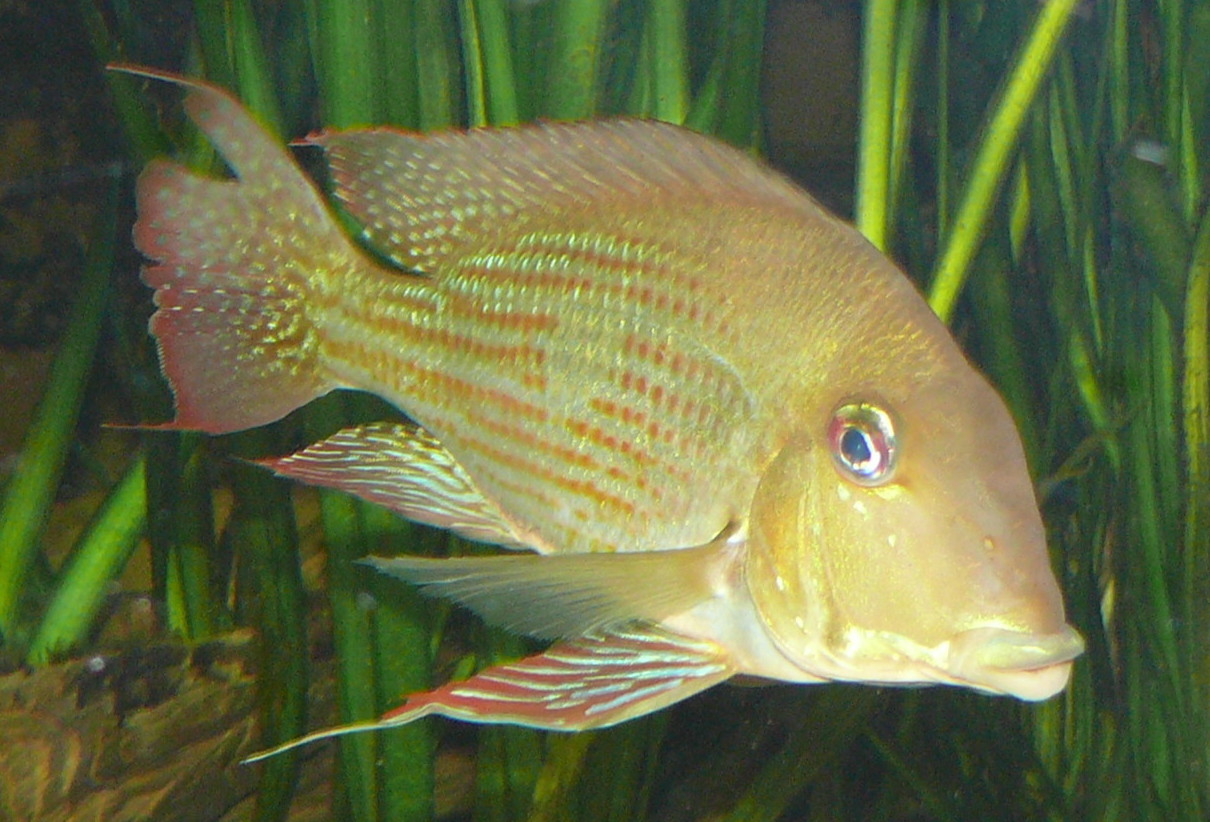
Satanoperca daemon
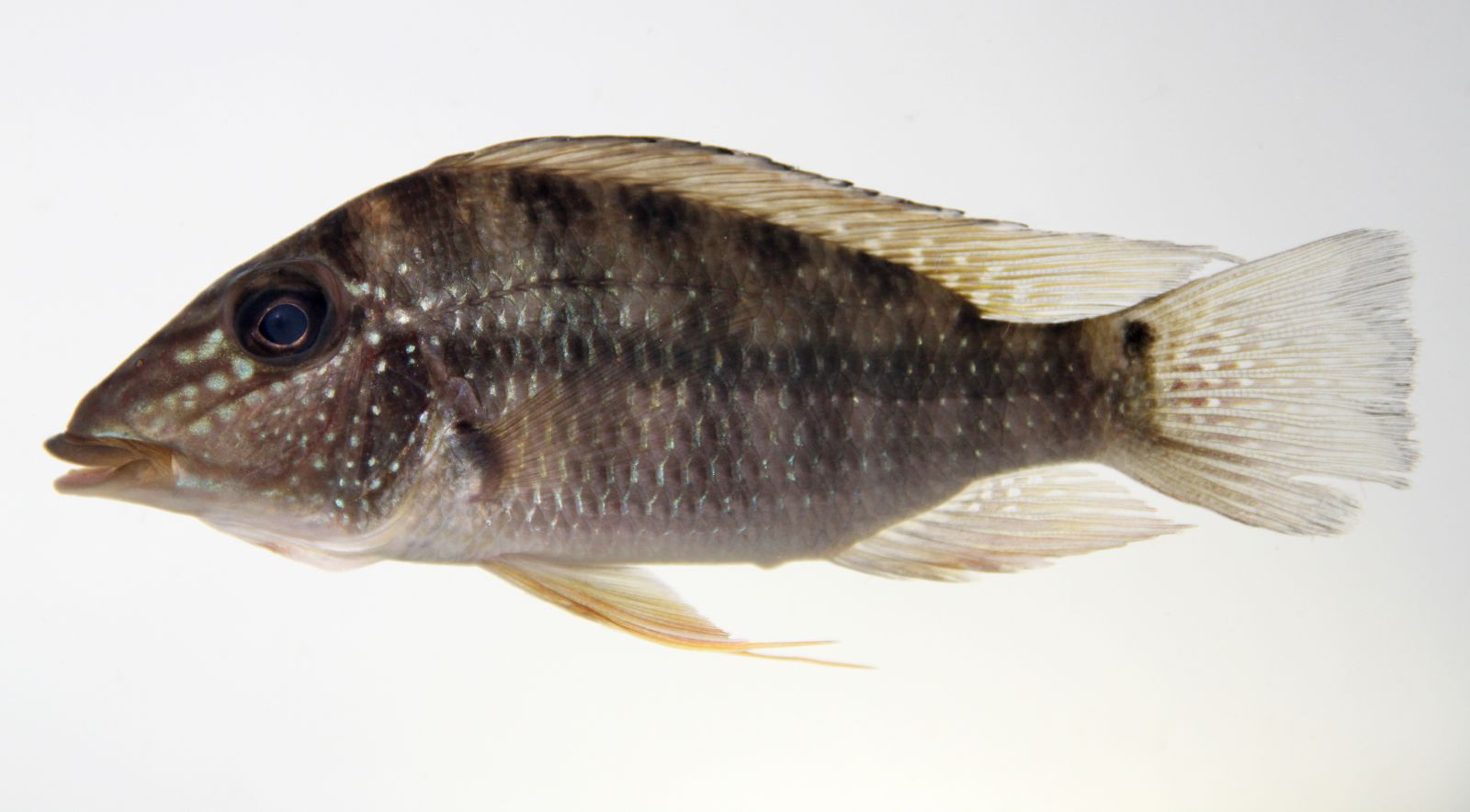
Satanoperca jurupari